# Mimomanes theclata
Mimomanes theclata är en fjärilsart som beskrevs av Paul Dognin 1906. Mimomanes theclata ingår i släktet Mimomanes och familjen mätare. Inga underarter finns listade i Catalogue of Life.